# Vellamo
Na mitologia finlandesa, Vellamo é a deusa das águas, casada com Ahti.